# ザクソン
『ザクソン』（ZAXXON）は、セガが開発したシューティングゲーム。日本では、1982年1月よりアーケードゲームとして稼働を開始した。
セガが海外での展開に強いメーカーだったこともあり、どちらかと言うと日本国外で人気があった。

## 概要
映像ディスプレイを物理的に縦に固定した状態で映像を表示してプレイする「縦画面」タイプのSTGだが、画面構成は上空から見下ろした状態から(アナログ)時計回りで言うと2時くらいの方向に斜めに回転し、更にソレを少し画面奥に傾け固定した状態（端的に言うと「クオータービュー」）としている。プレイヤーは自機（名称は特に無い模様）をX軸・Y軸の4方向に操作し、Z軸（画面手前と奥）は上から下へ強制スクロールする中、Y軸移動はレバー上で下降、レバー下で上昇する。アーケード版ほかSG-1000を始めとする各移植版（一部機種除く）では、画面左側にあるY軸のガイドで自機の縦位置を把握できる。
コナミの『スクランブル』同様、自機に燃料の概念があり、燃料ゲージ（最大16個）の印が残3つ以下になると警告音が発せられ、燃料タンクを攻撃することで燃料ゲージが回復する。また、警告時に燃料タンクをその時点で1つだけ破壊しても回復と警告音が追いつかない場合がある。これはステージ毎に燃費が異なる。
アーケード版は前線基地、宇宙空間、基地の順にステージを攻略し、基地面ボスのロボットを倒して1周クリアとなる。宇宙空間に入り、対空物に同軸同ラインに重なっていると接近警告音として自機の前方に照準とブザー音が発生するが、大抵はレバー入力での移動で滞留しなければやり過ごすこともできる。対空物撃墜数に連動する「ENEMY PLANE」のノルマがあるが、ノルマクリアで1000点のボーナスが入る。もちろんボス戦までにクリアしていなくても面クリアできるため、面クリアに直接的には絡まない。ボスであるロボットは出現し、前進すると2つのミサイル発射後に後退して画面外に逃げてしまう。撃退で200点、ミサイルを打ち切る前に撃墜で1000点のボーナスが入る。
BGMはなく、高さによる自機の滑空音の違い等で表現されている。
アーケード版の稼働開始当時より21世紀の現在に至るまで様々なコンシューマゲーム機、ホビーパソコンに移植された。下記「移植」参照。

## 移植
特記がないものはセガ発売。下記以外にもセガジェネシスコレクションなどのオムニバスソフト（日本未発売）に隠しタイトルとして収録されている。
コレコビジョン
1980年代前半に移植。
2014年にWindows向けに移植され、「ColecoVision Flashback」に収録・販売（Steam、公式HP）。
FLザクソン
1983年にバンダイより発売された電子ゲーム。縦スクロールとなっているが、ハーフミラーにより上下2段の縦移動を表現している。宇宙空間、基地内、ボス戦の3面構成。
ザクソン（LCD版）
1983年にバンダイより発売された電子ゲーム。クォータービューで、液晶を2枚重ねることで上下2段の縦移動を表現している。宇宙空間、基地内の2面構成。
SG-1000版、MSX版
1985年発売。同時期にポニーキャニオンからMSX版も同内容でリリースされた。クォータービュースクロールだが随所で家庭用ゲームとしてのアレンジが施された造りとなっており、アーケードの面パターン構成とは異なる。このため1ステージあたりの所要時間が長期化している。アーケード版との異なる点は主に下記のとおり。
- 縦移動の7段化。
- 地表ステージ毎の自機動力効果音の代わりにループBGMがつく。
- 燃料ゲージのグラフ化、宇宙空間と基地内トンネルでのライン照準の配置。スコア表記の横にグリッドが表れる、ステージ表記が数値化され、周毎のカウントとなる。
- ステージ構成（基地面での構成）。
- ボスキャラが浮遊要塞となっているが、誘導ミサイルを持っているところは同じ。
- 敵側誘導ミサイルのゲームバランス（ビームの連射性能的に撃墜に必要な距離的猶予がシビア）。

以降の2機種は概ねアーケード版オリジナルを（ほぼ）そのまま移植し、付加的要素が付け加えられている。
Wii版
バーチャルコンソールアーケードとして2009年12月15日に配信開始。（2019年1月31日に配信終了したので現在は新規購入不可）
アーケードの縦画面仕様を再現するため、自機の上下移動の操作を反転させる設定や、画面を左右に90°回転させるオプションが複数実装された。（縦置き可能なモニターをユーザーで用意する必要あり）
アストロシティミニV版
セガグループの1社であるセガトイズが、2022年7月28日にリリースを予定している復刻系アーケードゲーム(移植)機「アストロシティミニV」用に収録。
このゲーム機には4.6インチの液晶ディスプレイが縦固定に固定された状態で一体化搭載されており、アーケード版と「物理的」に同じ状態で縦画面プレイが可能な(ディスプレイ一体型としては)唯一の家庭用ゲーム機となっている。なお外部映像出力機能もあり、コチラではWii版のような縦画面映像出力や、横画面の中に縦画面を配置するなど、多彩な設定が可能。
本体の機能として「どこでもセーブ」（ステートセーブ）などプレイに便利な機能が幾つか使える。

## 続編・関連作品・類似作品
スーパーザクソン（1982年、アーケード）
全体的にスクロール高速化、機雷を落とす敵機などが出現するため、難易度は上がっている。「ENEMY PLANE」ボーナスは2000点。面パターンは前線基地→トンネル→基地→ボス戦。
ボスは怪獣型。炎を吐いてくるが、出現撃退パターンは前作と同じ。青→緑→赤のボスと3連戦する。撃退で500点。撃墜で2000点。
フューチャースパイ（1984年、アーケード）
ザクソン3D（1987年、セガ・マークIII、セガ・マスターシステム）
視点はクオータービュー(斜め見下ろし)ではなく自機の後方上部に置き、画面奥へ(仮想的に)進んでいくタイプ(フライト・パーソン・シューティング)に変わった。
セガ・マークIII/セガ・マスターシステム用の立体メガネ3Dグラス専用ソフト第1弾ソフトであり、コレを接続しプレイヤーの頭部に装着すると、原初的な立体映像が楽しめた。
このソフトでは音楽（VGM）も流れるようになっており、上記機種に周辺拡張機器「FMサウンドユニット」を装着して使用すると、FM音源が追加された（当時としては）リッチなVGMが楽しめた。
デザート・ファルコン（1987年、Atari 2600、Atari 7800、Windows）
操縦する自機および敵は、SF的メカ・キャラクターではなく鳥類や昆虫。ピラミッドが林立するエジプトの砂漠等が舞台。
Windows版は、Steam版「Atari Vault」に収録。
パラスコード(Zaxxon's Motherbase 2000)（1995年、スーパー32X）
スーパー32Xの中でも後の方に発売されたソフト実機と敵機と一部建造物は全てポリゴンで表現されている。高低差はオリジナルと違い存在しない。
ビューポイント（1992年 サミー工業、NEOGEO、FM TOWNS、X68000）